# Eubaphe unicolor
Eubaphe unicolor là một loài bướm đêm trong họ Geometridae.